# Брент Антонело
Брент В. Антонело (енгл. Brent W. Antonello; Форт Лодерделј, 25. август 1989) је амерички филмски и телевизијски глумац. Широј јавности је познат по улози детектива Вејмина Велана у NBC-овој криминалистичкој серији Ред и закон: Организовани криминал.